# Darryl Lachman
Darryl Lachman (Amsterdam, 11 novembre 1989) è un calciatore olandese, difensore dell'Ajax Amateurs e della nazionale di Curaçao.

## Carriera
Ha giocato in Eredivisie con Groningen e PEC Zwolle.

## Palmarès

### Club

#### Competizioni nazionali
- Eerste Divisie: 1

Zwolle: 2011-2012
- Coppa dei Paesi Bassi: 1

PEC Zwolle: 2013-2014